# Stożkówka dwuzarodnikowa
Stożkówka dwuzarodnikowa (Conocybe ambigua Watling) – gatunek grzybów z rodziny gnojankowatych (Bolbitiaceae).

## Morfologia
Grzyby kapeluszowe charakteryzujące się charakteryzuje się dwuzarodnikowymi podstawkami, kaulocystydami o kształcie butelkowatym i lejkowatym oraz migdałkowatymi bazydiosporami.

## Systematyka i nazewnictwo
Pozycja w klasyfikacji według Index Fungorum: Conocybe, Bolbitiaceae, Agaricales, Agaricomycetidae, Agaricomycetes, Agaricomycotina, Basidiomycota, Fungi.
Po raz pierwszy opisał go w 1980 r. Roy Watling na podstawie taksonu Conocybe siligena var. ambigua R. Kühner, 1935. Synonimy:
- Conocybe ambigua Kühner ex Singer 1959
- Conocybe ambigua Kühner & Romagn. 1953
- Conocybe siliginea var. ambigua Kühner 1935
- Galera ambigua Kühner ex J.E. Lange 1938

Nazwę polską zaproponował Władysław Wojewoda w 2003 r.

## Występowanie i siedlisko
Podano stanowiska stożkówki dwuzarodnikowej głównie w Europie, poza nią w jednym miejscu w Kanadzie. W Polsce w 2023 r. W. Wojewoda przytoczył 4 stanowiska, w późniejszych latach podano wiele następnych. Najbardziej aktualne podaje internetowy atlas grzybów. Znajduje się w nim na liście gatunków zagrożonych i wartych objęcia ochroną. Na Czerwonej liście roślin i grzybów Polski ma status E – gatunek wymierający, którego przeżycie jest mało prawdopodobne, jeśli nadal będą działać czynniki zagrożenia.
Naziemny grzyb saprotroficzny. Rośnie wśród traw na polanach, w lasach i na ich obrzeżach, na siedliskach ruderalnych.